# Australia Cup 2023
Der Australia Cup 2023 war die zweite Austragung des australischen Fußball-Pokalwettbewerbs der Männer unter diesem Namen und die neunte insgesamt. Die Saison begann am 4. August und endete am 7. Oktober 2023 mit dem Finale. Titelverteidiger war der Macarthur FC. Insgesamt nahmen 778 Fußballmannschaften an dem Wettbewerb teil. 32 Mannschaften erreichten die erste Hauptrunde, darunter zehn der zwölf Klubs der A-League Men 2022/23 sowie 22 unterklassige Klubs, die sich in den regionalen Qualifikationsrunden durchsetzten.
Sieger wurde zum zweiten Mal nach 2017 der Sydney FC mit einem 3:1-Finalsieg gegen Brisbane Roar. Torschützenkönig wurde der Australier Lachlan Brook von den Western Sydney Wanderers mit fünf Toren.

## Teilnehmer
In den verschiedenen regionalen Qualifikationsrunden traten mehrere hundert Mannschaften an, um sich für einen von 22 zu vergebenden Hauptrundenplätze zu qualifizieren. Die besten acht Teams der A-League Men 2022/23 waren für die Hauptrunde gesetzt. Zwei weitere Plätze wurden durch Play-off-Spiele zwischen den verbleibenden vier A-League-Mannschaften ermittelt.
Alle neun Regionalverbände des australischen Fußballverbandes trugen Qualifikationsrunden aus. Die Verteilung der Qualifikationsplätze pro Regionalverband blieb im Vergleich zur Vorsaison gleich. Victoria erhielt fünf, New South Wales und Queensland je vier, Northern New South Wales, South Australia und Western Australia je zwei, das Australian Capital Territory, das Northern Territory und Tasmania je einen Platz.
| A-League Men die besten 8 Vereine der Saison 2022/23 | A-League Men die besten 8 Vereine der Saison 2022/23 | A-League Play-off-Sieger |
| Adelaide United Brisbane Roar Central Coast Mariners Melbourne City FC | Sydney FC Wellington Phoenix Western United Western Sydney Wanderers | Macarthur FC (TV) Newcastle United Jets |
| Sieger der Qualifikationsrunden 22 Sieger der 9 Landesverbände der FFA | | |
| - Australian Capital Territory Canberra Croatia (II) - New South Wales APIA Leichhardt FC (II) Inter Lions (III) Mt Druitt Town Rangers (II) Sydney United (II) - Northern New South Wales Broadmeadow Magic (II) Edgeworth FC (II) | - Northern Territory Hellenic Athletic (II) - Queensland Gold Coast Knights (II) Queensland Lions (II) Moreton Bay United (II) Peninsula Power (II) - South Australia Campbelltown City SC (II) North Eastern MetroStars (III) | - Tasmania Devonport City FC (II) - Victoria Goulburn Valley Suns (IV) Heidelberg United (II) Melbourne Knights (II) Northcote City FC (III) Oakleigh Cannons FC (II) - Western Australia Floreat Athena (II) Inglewood United (II) |

## Erste Hauptrunde
Die Begegnungen der ersten Hauptrunde wurden am 28. Juni 2023 ausgelost. In der Klammer ist die jeweilige Ligaebene angegeben, in der der Verein in der Saison 2021/22 spielte.
| Datum                 |                               | Ergebnis                          |                              |
| --------------------- | ----------------------------- | --------------------------------- | ---------------------------- |
| 04.08.2023, 19:30 Uhr | Broadmeadow Magic (II)        | 2:4 (2:2)                         | Sydney United (II)           |
| 04.08.2023, 19:30 Uhr | North Eastern MetroStars (II) | 5:0 (2:0)                         | Inglewood United (II)        |
| 04.08.2023, 19:30 Uhr | Peninsula Power (II)          | 1:2 n. V. (1:1, 0:1)              | Wellington Phoenix (I)       |
| 04.08.2023, 19:30 Uhr | Mt Druitt Town Rangers (II)   | 3:1 (1:0)                         | Canberra Croatia (II)        |
| 09.08.2023, 19:30 Uhr | Goulburn Valley Suns (IV)     | 1:4 (0:1)                         | APIA Leichhardt FC (II)      |
| 09.08.2023, 19:30 Uhr | Edgeworth FC (II)             | 0:4 (0:3)                         | Western United (I)           |
| 09.08.2023, 19:30 Uhr | Gold Coast Knights (II)       | 1:0 (0:0)                         | Devonport City FC (II)       |
| 09.08.2023, 20:30 Uhr | Floreat Athena (II)           | 1:6 (0:3)                         | Western Sydney Wanderers (I) |
| 10.08.2023, 19:00 Uhr | Moreton Bay United (II)       | 0:3 (0:2)                         | Heidelberg United (II)       |
| 10.08.2023, 19:30 Uhr | Melbourne Knights (II)        | 4:1 (2:1)                         | Queensland Lions (II)        |
| 10.08.2023, 19:30 Uhr | Hellenic Athletic (II)        | 0:6 (0:4)                         | Inter Lions (III)            |
| 13.08.2023, 14:00 Uhr | Oakleigh Cannons FC (II)      | 2:3 (1:0)                         | Melbourne City FC (I)        |
| 13.08.2023, 15:00 Uhr | Sydney FC (I)                 | 3:3 n. V. (2:2, 1:0) (10:9 i. E.) | Central Coast Mariners (I)   |
| 14.08.2023, 19:30 Uhr | Campbelltown City SC (II)     | 2:1 (1:0)                         | Macarthur FC (I)             |
| 14.08.2023, 19:30 Uhr | Newcastle United Jets (I)     | 2:3 n. V. (2:2, 1:1)              | Brisbane Roar (I)            |
| 14.08.2023, 19:30 Uhr | Northcote City FC (III)       | 0:2 (0:1)                         | Adelaide United (I)          |

## Zweite Hauptrunde
Die Begegnungen der zweiten Hauptrunde wurden am 14. August 2023 ausgelost. In der Klammer ist die jeweilige Ligaebene angegeben, in der der Verein in der Saison 2021/22 spielte.
| Datum                 |                               | Ergebnis  |                           |
| --------------------- | ----------------------------- | --------- | ------------------------- |
| 26.08.2022, 14:00 Uhr | Sydney United (II)            | 0:5 (0:2) | Brisbane Roar (I)         |
| 27.08.2022, 14:00 Uhr | Melbourne City FC (I)         | 3:0 (1:0) | Wellington Phoenix (I)    |
| 29.08.2022, 19:30 Uhr | Melbourne Knights (II)        | 2:0 (1:0) | Campbelltown City SC (II) |
| 29.08.2022, 19:30 Uhr | Western Sydney Wanderers (I)  | 5:1 (3:0) | Adelaide United (I)       |
| 29.08.2022, 19:30 Uhr | North Eastern MetroStars (II) | 1:0 (0:0) | Inter Lions (III)         |
| 30.08.2022, 19:30 Uhr | APIA Leichhardt FC (II)       | 0:2 (0:0) | Sydney FC (I)             |
| 30.08.2022, 19:30 Uhr | Gold Coast Knights (II)       | 0:2 (0:0) | Western United (I)        |
| 30.08.2022, 19:30 Uhr | Mt Druitt Town Rangers (II)   | 0:3 (0:2) | Heidelberg United (II)    |

## Viertelfinale
Die Begegnungen des Viertelfinales wurden am 30. August 2023 ausgelost. In der Klammer ist die jeweilige Ligaebene angegeben, in der der Verein in der Saison 2021/22 spielte.
| Datum                 |                               | Ergebnis  |                              |
| --------------------- | ----------------------------- | --------- | ---------------------------- |
| 14.09.2022, 19:30 Uhr | Melbourne Knights (II)        | 3:2 (1:2) | Heidelberg United (II)       |
| 14.09.2022, 19:30 Uhr | North Eastern MetroStars (II) | 1:2 (1:0) | Melbourne City FC (I)        |
| 16.09.2022, 17:30 Uhr | Brisbane Roar (I)             | 4:2 (2:1) | Western Sydney Wanderers (I) |
| 17.09.2022, 15:00 Uhr | Sydney FC (I)                 | 3:0 (2:0) | Western United (I)           |

## Halbfinale
Die Begegnungen des Halbfinales wurden am 17. September 2023 ausgelost. In der Klammer ist die jeweilige Ligaebene angegeben, in der der Verein in der Saison 2020/21 spielte.
| Datum                 |                        | Ergebnis  |                   |
| --------------------- | ---------------------- | --------- | ----------------- |
| 24.09.2022, 15:00 Uhr | Melbourne City FC (I)  | 1:2 (0:1) | Sydney FC (I)     |
| 24.09.2022, 18:00 Uhr | Melbourne Knights (II) | 0:1 (0:1) | Brisbane Roar (I) |

## Finale
| Sydney FC                                                                         | Sydney FC | Brisbane Roar | Brisbane Roar |
| --------------------------------------------------------------------------------- | --- | --- | ------------- |
| Sydney FC                                                                         | \| Finale \| \| 7. Oktober 2023 um 19:45 Uhr (10:45 Uhr MESZ) in Sydney (Sydney Football Stadium) \| \| Ergebnis: 3:1 (0:1) \| \| Zuschauer: 15.482 \| \| Schiedsrichter: Ben Abraham \| | \| Finale \| \| 7. Oktober 2023 um 19:45 Uhr (10:45 Uhr MESZ) in Sydney (Sydney Football Stadium) \| \| Ergebnis: 3:1 (0:1) \| \| Zuschauer: 15.482 \| \| Schiedsrichter: Ben Abraham \|                                                                                   | Brisbane Roar |
| Sydney FC                                                                         | Andrew Redmayne – Rhyan Grant, Jake Girdwood-Reich, Gabriel Lacerda, Jordan Courtney-Perkins (46. Kealey Adamson) – Luke Brattan , Corey Hollman (46. Max Burgess), Joe Lolley, Anthony Caceres, Róbert Mak (85. Jaiden Kucharski) – Patrick Wood (65. Fábio Gomes) Cheftrainer: Steve Corica | Macklin Freke – Jack Hingert, Scott Neville, Tom Aldred, Louis Zabala (79. Kai Trewin) – Jay O’Shea, Joe Caletti (79. Jonas Markovski), Nikola Mileusnic (65. Alex Parsons), Florin Bérenguer, Henry Hore – Thomas Waddingham (61. Taras Gomulka) Cheftrainer: Ross Aloisi | Brisbane Roar |
| Sydney FC                                                                         | 1:1 Gomes (67., Handelfmeter) 2:1 Mak (72.) 3:1 Gomes (90.+1') | 0:1 Waddingham (18.) | Brisbane Roar |
| Sydney FC                                                                         | Girdwood-Reich (39.) | | Brisbane Roar |
| Finale                                                                            | | |               |
| 7. Oktober 2023 um 19:45 Uhr (10:45 Uhr MESZ) in Sydney (Sydney Football Stadium) | | |               |
| Ergebnis: 3:1 (0:1)                                                               | | |               |
| Zuschauer: 15.482                                                                 | | |               |
| Schiedsrichter: Ben Abraham                                                       | | |               |

## Torschützenliste
Nachfolgend sind die besten Torschützen der Pokalsaison (ohne Qualifikation) aufgeführt. Bei gleicher Anzahl an Toren sind die Spieler alphabetisch sortiert.
| Rang | Spieler           | Verein                   | Tore |
| ---- | ----------------- | ------------------------ | ---- |
| 1    | Lachlan Brook     | Western Sydney Wanderers | 5    |
| 2    | Tolgay Arslan     | Melbourne City FC        | 4    |
|      | Thomas Waddingham | Brisbane Roar            | 4    |
|      | Patrick Wood      | Sydney FC                | 4    |
| 5    | Gian Albano       | Melbourne Knights        | 3    |
|      | Marcus Antonsson  | Western Sydney Wanderers | 3    |
|      | Brandon Borrello  | Western Sydney Wanderers | 3    |
|      | Mitchell Hore     | Melbourne Knights        | 3    |
|      | Jamie Maclaren    | Melbourne City FC        | 3    |
|      | Kaine Sheppard    | Heidelberg United        | 3    |